# سورنایا زملیا
سورنایا زملیا Severnaya Zemlya (روسی: Се́верная Земля́، سرزمین شمالی) مجمع‌الجزایری متعلق به روسیه که توسط تنگه ویلکیتسکی از شبه‌جزیره تایمیر جدا شده‌است. سورنایا زملیا همچون شبه‌جزیره تایمیر بخشی از سرزمین کراسنویارسک به حساب می‌آید. این مجمع‌الجزایر که خالی از سکنه است حدود ۳۷٬۰۰۰ کلیومتر مربع مساحت دارد. این مجمع‌الجزایر شامل ۴ جزیره اصلی و ۷۰ جزیره کوچک است. در سال ۱۹۱۳ برای نخستین مرتبه به وجود این مجمع‌الجزایر اشاره شد و در سال‌های میان ۱۹۳۰ تا ۱۹۳۲ به تدریج در نقشه‌ها و نمودارهای جغرافیایی ثبت گردید و بر پایهٔ چنین تواریخ مستدلی، امروزه از مجمع‌الجزایر سورنایا زملیا به عنوان آخرین مجمع‌الجزایری در کره زمین نام برده‌می‌شود که کشف گردید. سورنایا زملیا بخشی از سرزمین کراسنویارسک و به طبع آن تشکیل‌دهندهٔ بخش بزرگی از ناحیه فدرالی سیبری محسوب می‌گردد.
در دوران اتحاد جماهیر شوروی سوسیالیستی چندین ایستگاه تحقیقاتی در مکان‌های مختلف این سرزمین وجود داشت اما امروزه و در حال‌حاضر هیچ ساکن انسانی به جز در بخش ایستگاه قطبی پریما در نزدیکی دماغه بارانوف وجود ندارد. بزرگ‌ترین یخچال طبیعی فدراسیون روسیه تحت عنوان یخچال طبیعی آکادمی علوم در سورنایا زملیا قرار گرفته‌است. این مجمع‌الجزایر از دیدگاه ذوب‌شدن و روند نزولی یخ‌های دریای قطب شمال نیز بسیار قابل توجه است. در اواخر تابستان سال ۲۰۱۲ میزان و شدت آب شدن یخ‌های دائمی این مجمع‌الجزایر به درجه‌ای رسید که در نواحی جنوبی این سرزمین باعث ایجاد و تشکیل روان‌آب‌های فصلی گردید.

## بزرگ‌ترین جزایر این مجمع‌الجزایر
- جزیره کومسومولتس
- جزیره انقلاب اکتبر
- جزیره بولشویک
- جزیره شمیدتا
- جزیره پیونر

## نگارخانه

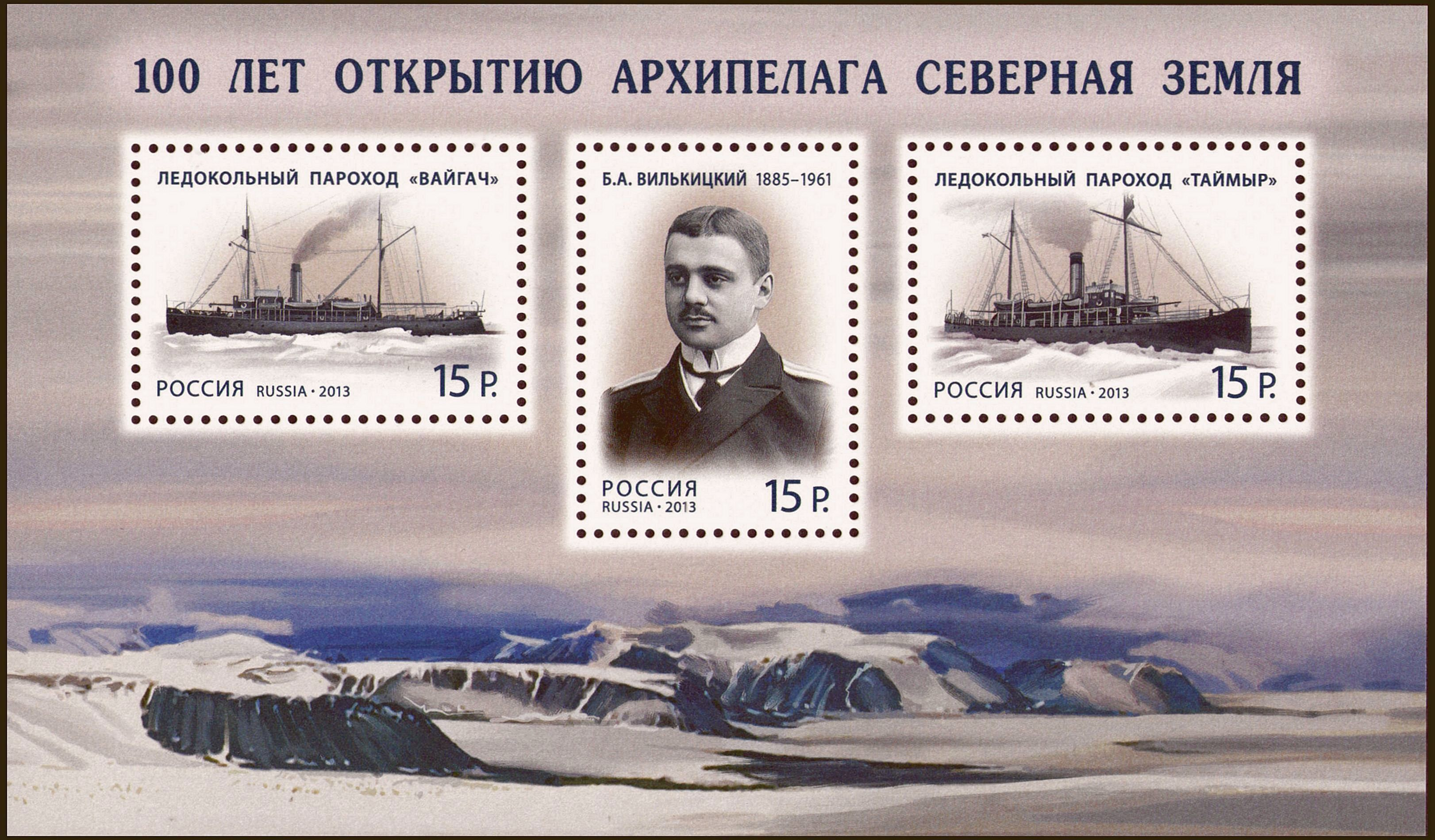
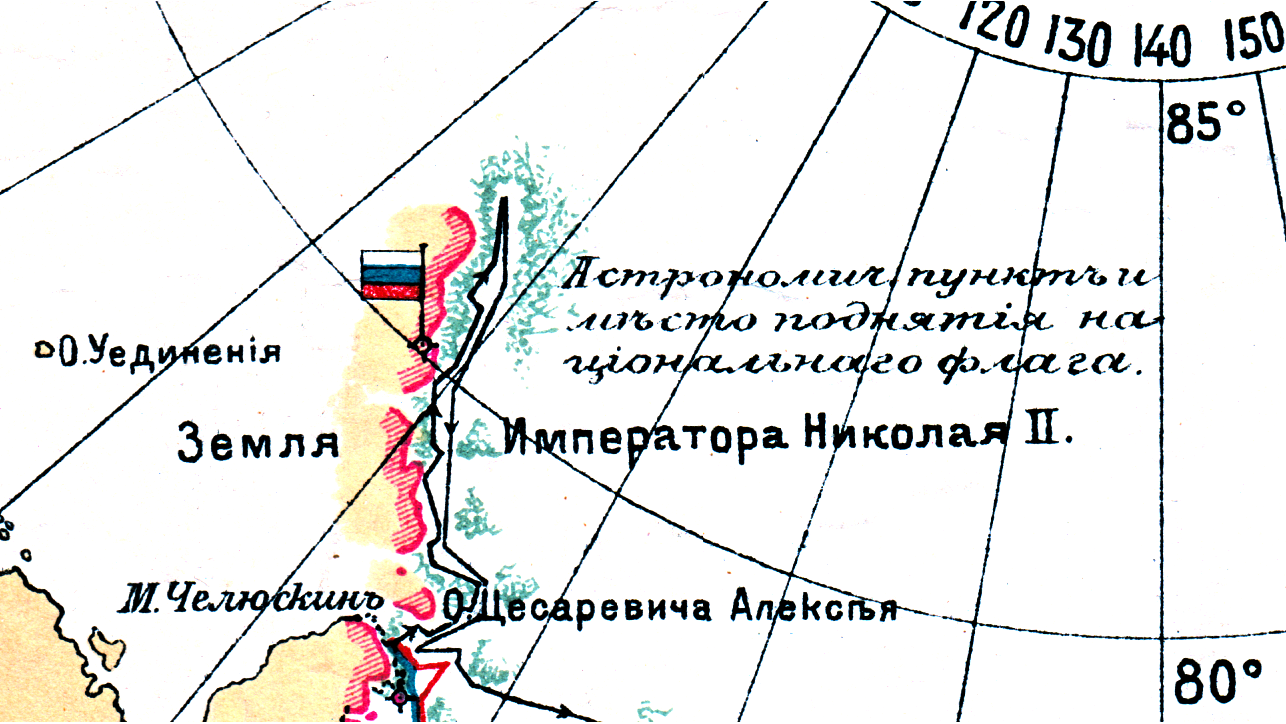
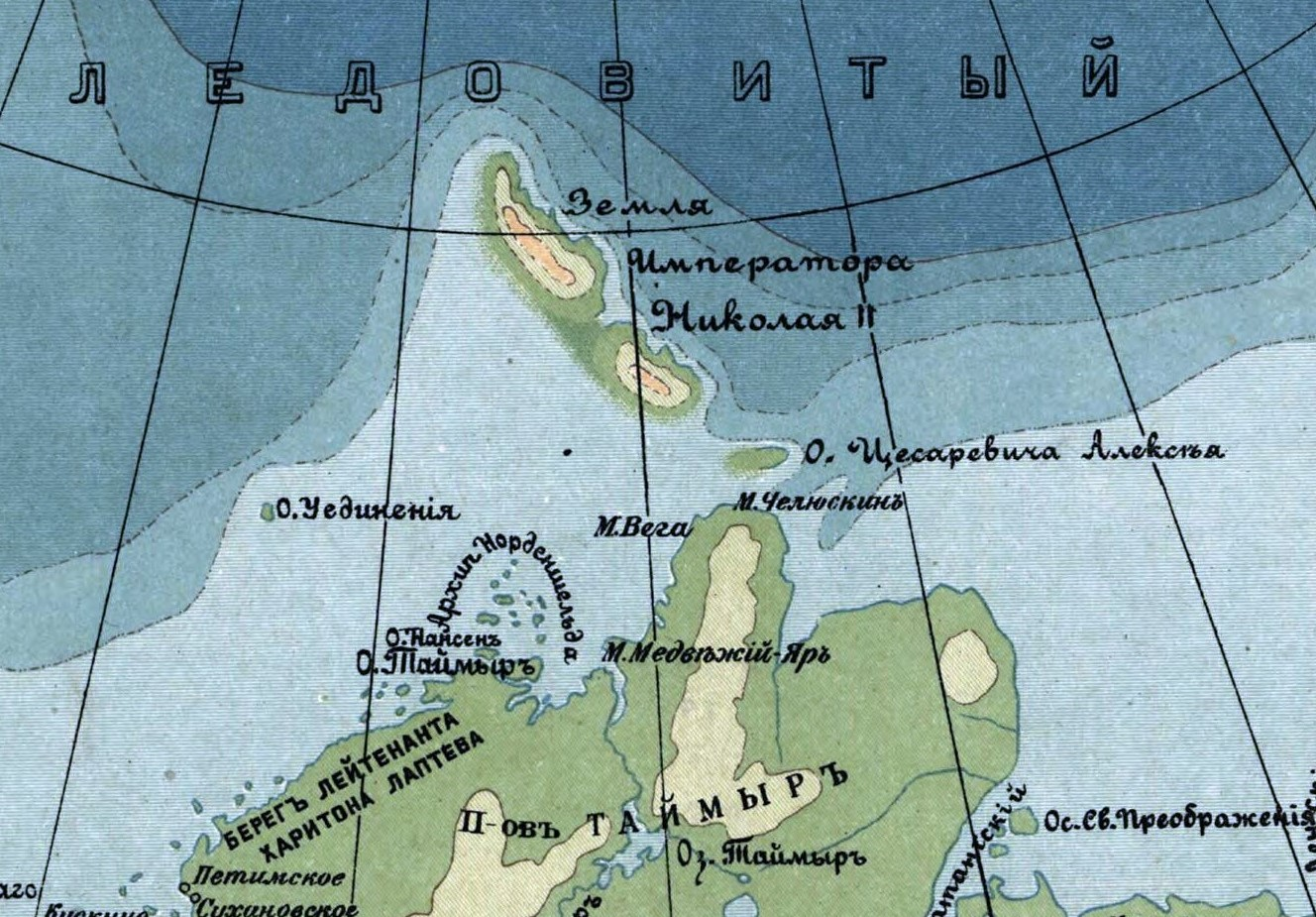
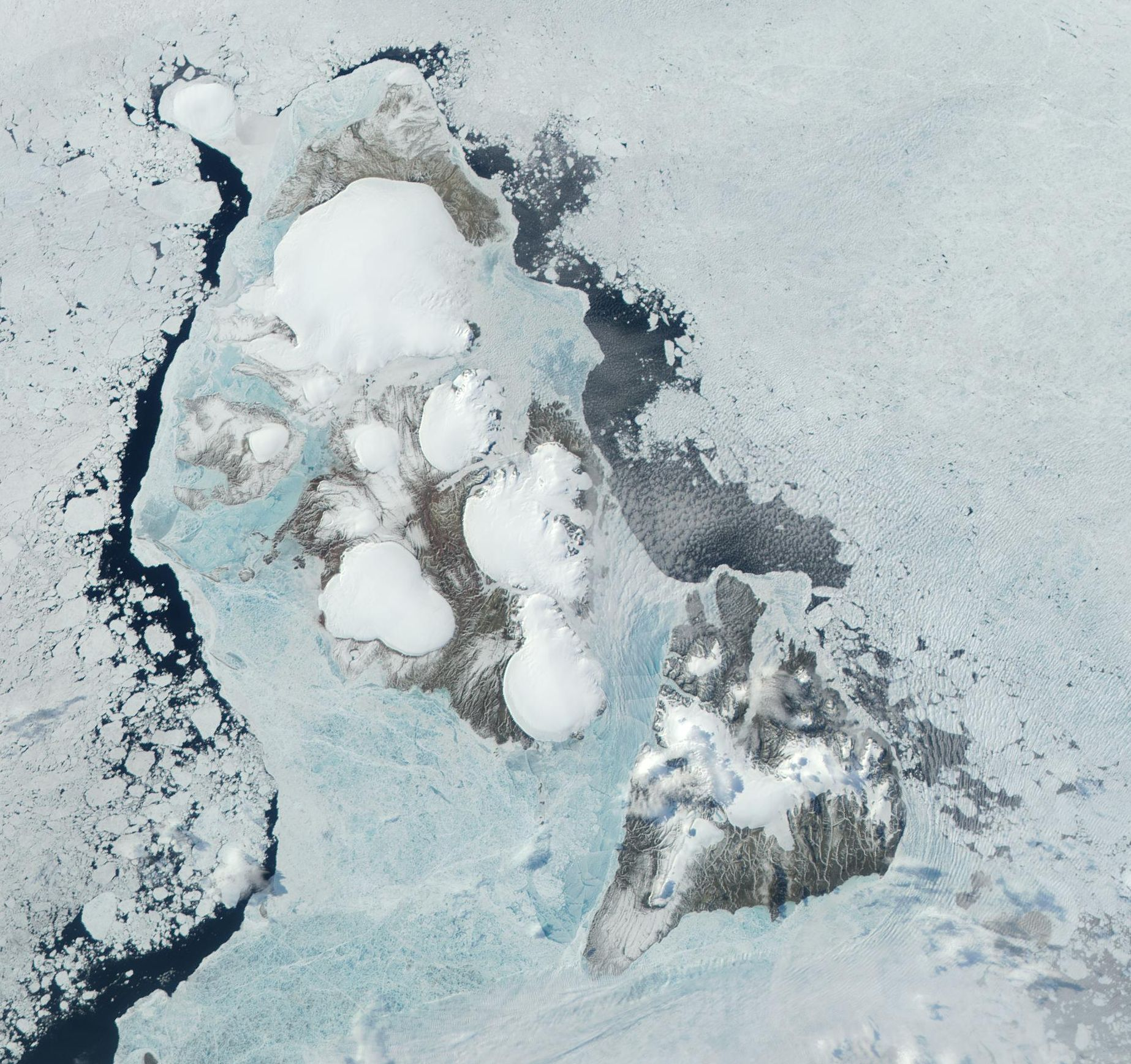
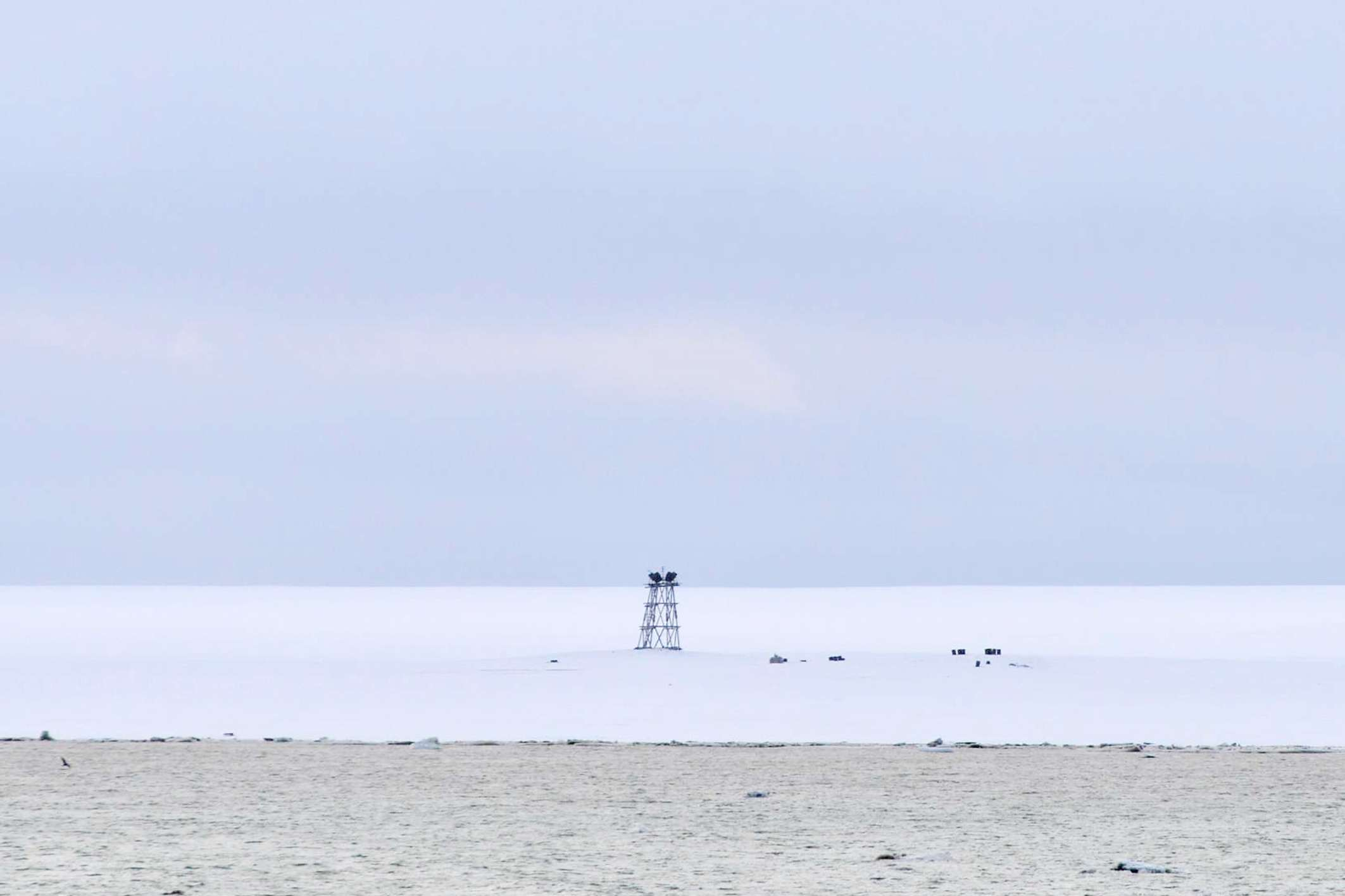
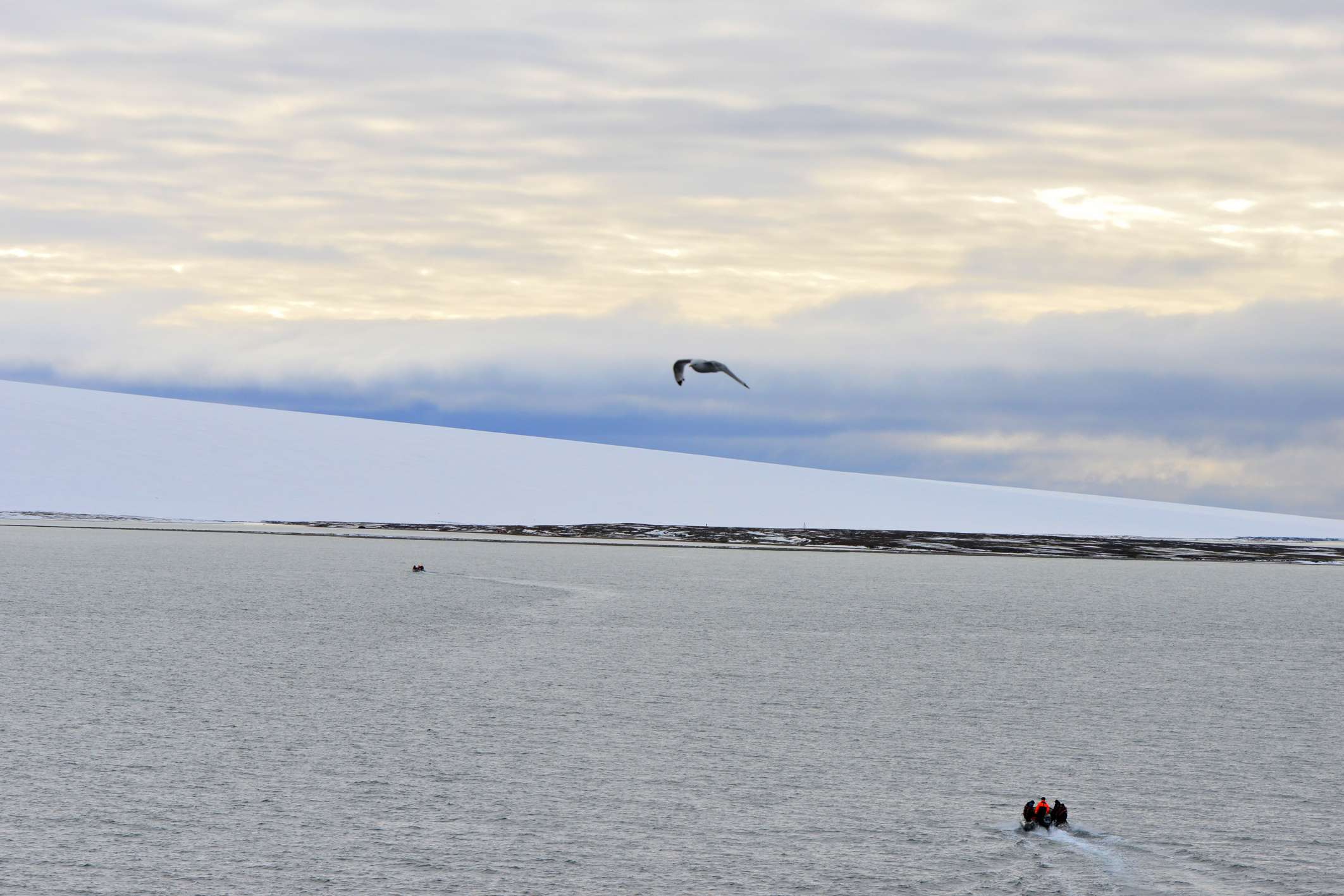
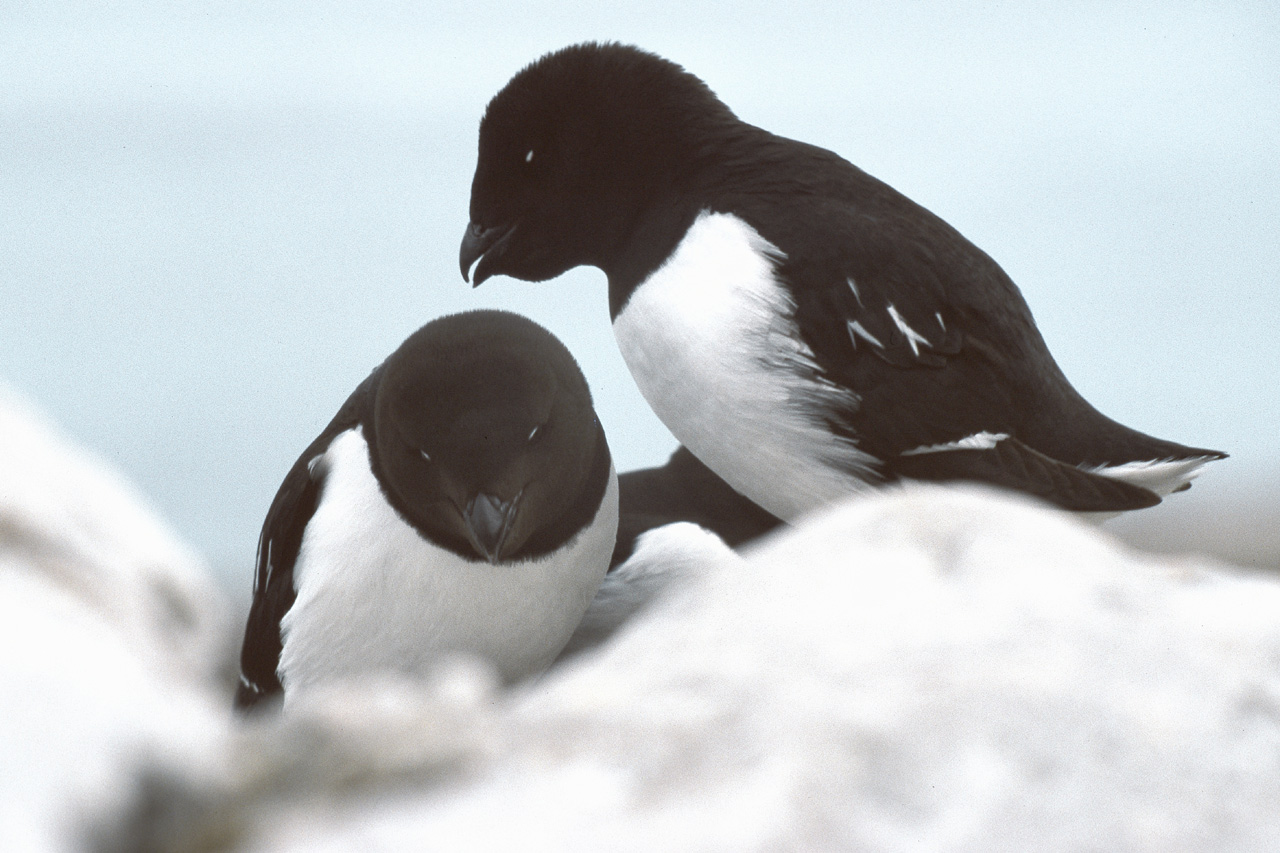
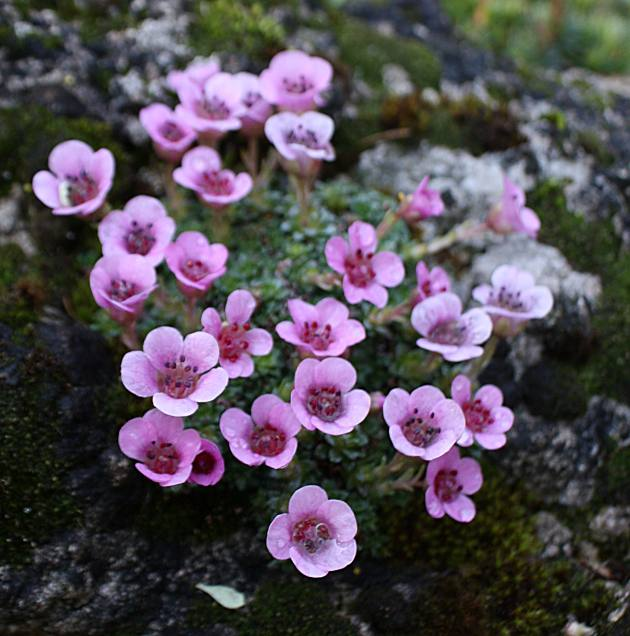
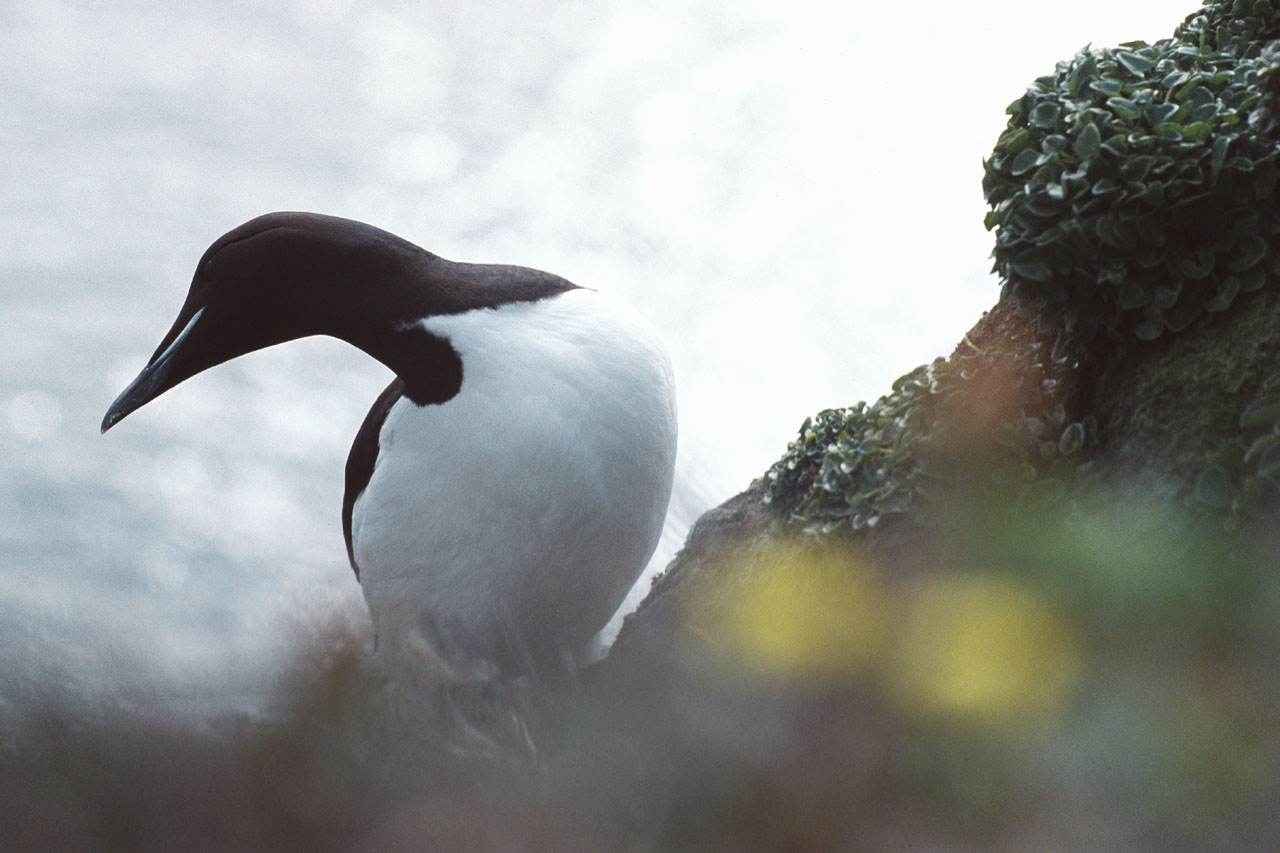
جزیره بولشویک
جزیره انقلاب اکتبر
جزیره کومسومولتس
جزیره شمیدتا
جزیره پیونر